# Aldo Natoli
Aldo Natoli (Messina, 20 settembre 1913 – Roma, 8 novembre 2010) è stato un politico e antifascista italiano.

## Biografia
Laureatosi in medicina e chirurgia, fu inviato dall'Istituto italiano del cancro (presso l'ospedale regina Elena di Roma) all'Institut du cancer di Parigi nel 1939; fece da collegamento tra la centrale francese del PCI e l'interno, anche grazie al fratello maggiore Glauco Natoli, che in quello stesso periodo era incaricato di letteratura italiana presso l'Università di Strasburgo.
Al rientro in Italia fu arrestato per attività clandestina insieme ad un gruppo di militanti di Avezzano (tra cui Bruno Corbi, Mario e Giulio Spallone) e condannato a cinque anni di carcere dal tribunale speciale per la difesa dello Stato.
Dopo tre anni di reclusione a Civitavecchia, nel dicembre del 1942 fu scarcerato grazie al provvedimento di amnistia e indulto del 17 ottobre 1942 e partì militare. Dopo l'8 settembre 1943 entrò a far parte dell'organizzazione militare del Comitato di Liberazione Nazionale, fondando con Mario Alicata la redazione clandestina de L'Unità. Dopo la guerra fu segretario del PCI a Roma e nel Lazio.
Sin dalla prima legislatura nel 1948 deputato eletto nel Lazio, fu riconfermato per altre quattro legislature consecutive, fino al 1972.
Consigliere comunale di Roma dal 1952 al 1966, fu a lungo capogruppo del PCI in Campidoglio. In tale veste condusse una battaglia durissima contro la politica urbanistica delle amministrazioni comunali a guida democristiana, in particolare quella di Urbano Cioccetti (1957-1960).
Nell'ottobre del 1969, in dissenso con la direzione del PCI sulla condanna dell'invasione sovietica della Cecoslovacchia, fu radiato dal partito con Rossana Rossanda, Luigi Pintor e tutto il gruppo del quotidiano "il manifesto" da loro costituito.
Alla Camera dal 1969 fece parte del gruppo misto.
Distaccatosi da tale gruppo, si è dedicato ad attività storiografica.
I suoi lavori più importanti sono quelli dedicati alla vita e all'opera di Antonio Gramsci.

## Opere
- Lisa Foa-A. Natoli, La linea di Mao. Spontaneità e direzione nella rivoluzione culturale cinese, Bari, De Donato, 1971.
- Sulle origini dello stalinismo: saggio popolare, Firenze, Vallecchi, 1979.
- Ch. Bettelheim-A. Natoli-P.M. Sweezy, Orwell e il 1984 del Socialismo reale, a cura e con l'introduzione di Michele Cangiani, Abano Terme, Francisci, 1984.
- Antigone e il prigioniero. Tania Schucht lotta per la vita di Gramsci, Roma, Editori riuniti, 1991, ISBN 978-88-35-93404-2.
- A. Natoli-Vittorio Foa-Carlo Ginzburg, Il Registro. Carcere politico di Civitavecchia (1941-1943), Roma, Editori Riuniti, 1994, ISBN 978-88-35-93842-2.
- Vittorio Foa-A. Natoli, Dialogo sull'antifascismo, il PCI e l'Italia repubblicana, Roma, Editori Riuniti University Press, 2013, ISBN 978-88-64-73130-8.

### Curatele
- Mao Tse Tung, Note su Stalin e il socialismo sovietico, Prefazione di A. Natoli, Bari, Laterza, 1975.
- Mao Zedong dalla politica alla storia, a cura di Enrica Collotti Pischel, Emilia Giancotti, A. Natoli, Roma, Editori Riuniti, 1988.
- L'età dello stalinismo: relazioni al Convegno internazionale organizzato dalla Fondazione Istituto Gramsci di Roma e dall'Istituto di Filosofia dell'Universita di Urbino, Urbino, 26-29 maggio 1989, a cura di A. Natoli e Silvio Pons, Roma, Editori Riuniti, 1991.
- Antonio Gramsci-Tatiana Schucht, Lettere 1926-1935, A cura di Aldo Natoli e Chiara Daniele, Torino, Einaudi, 1997.

### Articoli
- Mao Tse-Tung e il marxismo, in «Il Politico»,Volume 42, No. 3, settembre 1977,  pp. 465-482.